# Aaron's Party (Come Get It)
Aaron's Party (Come Get It) è il secondo album del cantante pop statunitense Aaron Carter, pubblicato il 26 settembre 2000 dall'etichetta discografica Jive.

## Il disco
L'album, pubblicato dalla casa discografica Jive quando l'artista era appena dodicenne, è stato accompagnato da due DVD omonimi; uno comprendeva i video musicali realizzati dal cantante, l'altro un concerto dal vivo e delle interviste.
Il disco, che ha raggiunto il quarto posto della classifica statunitense, ha ricevuto tre dischi di platino e un disco d'oro per lo oltre tre milioni e mezzo di copie vendutre, di cui un milione e mezzo solo negli Stati Uniti.
La promozione è stata svolta dal cantante partecipando, durante il periodo 2000/2001, a eventi musicali organizzati su scala internazionale e con la pubblicazione di alcuni singoli. In ordine cronologico, sono stati estratti i brani I Want Candy, cover dell'omonimo brano degli Strangeloves, Aaron's Party (Come Get It), That's How I Beat Shaq, Bounce e Life is a Party.

## Tracce
1. Aaron's Party (Come Get It)
2. I Want Candy
3. Bounce
4. My Internet Girl
5. That's How I Beat Shaq
6. The Clapping Song
7. Iko Iko
8. Real Good Time
9. Tell Me What You Want
10. Girl You Shine
11. Life is a Party (from Disney Channel's "The Other Me")

## Classifiche
| Classifica (2000) | Posizione |
| ----------------- | --------- |
| Stati Uniti       | 4         |
| Svezia            | 57        |
| Paesi Bassi       | 76        |